# Тадеуш Віктор
Тадеуш Віктор з Вятровця (пол. Wiatrowiec) (народився 27 липня 1859 року в селі Свіржі Львівської області — помер 3 лютого 1922 року у польському місті Кракові) — представник шляхетного гербу Брохвич, генерал-лейтенант Війська Польського (пол. Wojsko Polskie).

## Походження
Походив із родини Вікторів, які проживали на території Польщі (Сяноцька земля). Народився 27 липня 1859 року в селі Свіржі, що розташоване неподалік Львова, у родині Тадеуша Миколая Яна Віктора з Вятровця гербу Брохвич (нар. 1822) та Ізабелли Теофіли, до шлюбу Ярошинська (1836—1899). Тадеуш був молодшим братом Мечислава (1855—1926), відомого полковника піхоти Війська Польського.

## Освіта
Закінчив середню школу в Швейцарії та інженерні студії у Відні. Закінчив Віденську військово-технічну академію 18 серпня 1897 року. У 1885—1887 рр. він був студентом Вищого інженерного курсу у Відні. У другій половині 19 ст., був призначений камергером (придворний чин високого рангу у багатьох європейських монархіях).

## Військова діяльність
Після навчання у Відні отримав звання підпоручника і почав службу в цісарсько-королівській армії. Був призначений до 1-го саперного полку. У 1896—1898 роках служив у штабі IV корпусу в Будапешті. У 1901 році він отримав звання підполковника і призначений на посаду командира батальйону 58-го піхотного полку в Станіславові. У 1907 році він був звільнений і в 1908 році вийшов у відставку.
Після виходу на пенсію оселився в Україні, у місті Львові. Разом з капітаном Юзефом Галлером відповідав за розробку плану мілітаризації «Сокола».
Після початку Першої світової війни його було активовано. Спочатку служив в Угорщині. З жовтня 1914 р. по травень 1915 р. командував на фронті батальйоном 5-го піхотного полку. 16 червня 1915 р. переведений до складу військово-окупаційної адміністрації на території Королівства Польського — Цісарсько-Королівської військової адміністрації в Польщі (з серпня 1915 р. — цісарсько-королівського генерального військового уряду для окупованої австро-угорської території в Польщі). Спочатку він був районним комендантом в Опочно. У травні 1917 року його перевели до Пйотркува начальником господарської інспекції. 7 липня 1917 р. призначений районним комендантом у Пйотркуві, а 20 листопада 1917 р. — генерал-майором.
4 листопада 1918 р. був прийнятий до Війська Польського бригадним генералом. 10 листопада 1918 р. став працівником місцевої інспекції в Пйотркуві. 21 листопада 1918 року генерал-майор Станіслав Шептицький доручив йому керівництво Департаментом кадрів у Генеральному штабі Війська Польського. У січні 1919 р. він став начальником IX відділу кадрів Генерального штабу, а в квітні того ж року — начальником відділу кадрових справ Міністерства військових справ. Після чергової реорганізації став начальником 4-го управління кадрів Міністерства військ. У липні 1919 року став військово-технічним інспектором фронтів. У січні 1920 р. переведений до Краківського гарнізону, де обійняв посаду голови Військово-будівельної управи при Командуванні Генерального округу «Краків». У травні 1920 р. переведений на аналогічну посаду при командуванні генерального округу «Люблін» у польському місті Любліні. Причиною залишення Краківського гарнізону називали конфлікт із керівництвом. 1 квітня 1921 року був відправлений у відставку зі званням генерал-лейтенанта.

## Особисте життя
12 березня 1893 року у Львові одружився з Марією Людвікою, княгинею Понінською з Горинця гербу Лодзя (нар. 1867). Із княгинею Понінською в шлюбі він мав сина Людвіка та двох доньок: Ізабеллу та Паулу.

## Смерть
Помер у п'ятницю 3 лютого 1922 р. у Кракові. У неділю 5 лютого 1922 р. його поховали на Раковицькому цвинтарі. Командувачем похоронної процесії був генерал-лейтенант Ігнацій Казімеж Ледоховський. У процесії були ескадрон 3-го Сілезького полку уланів з хоругвою, рота й оркестр 20-го Краківського ландпіхотного полку та рота 1-го полку залізничних військ.

## Посади
- підпоручник (лейтенант) — 1879 р.
- лейтенант (оберлейтенант) — 1883 р.
- капітан (гауптман другого класу) — 01.05.1891 р.
- капітан (гауптман першого класу) — 1893 р.
- майор — 01.11.1897 р.
- підполковник (оберстлейтенант) — 1901р
- полковник (оберст) — 1904 р.
- бригадний генерал (генерал-майор) — 20.11.1917 р.
- генерал-лейтенант — 01.04.1921 р.